# Partido Republicano de Albania
El Partido Republicano de Albania (en albanés: Partia Republikane e Shqipërisë) es un partido político albanés, que predica el conservadurismo nacionalista. Actualmente poseen tres escaños en el Parlamento de Albania, tras las elecciones parlamentarias de 2021,gracias a un acuerdo con el Partido Democrático.

## Historia
El partido fue fundado en enero de 1991 bajo el liderazgo del escritor Sabri Godo, quién también fue su primer presidente. El partido fue formado con el apoyo del Partido Republicano Italiano. Después del Partido Democrático,  sea el segundo partido creado en Albania después de la revolución anticomunista del otoño de 1990. Este partido escogió como modelo ideológico al Partido Republicano de los Estados Unidos. Se presentaron en el espectro político como un partido de centroderecha, ligeramente más derechistas que el Partido Democrático de Albania.
En las elecciones parlamentarias de 1992, el partido obtuvo el 2.9% de los votos, y obtuvo solo un escaño. Formaron una coalición con el Partido Democrático, pero tuvo poca influencia en las políticas que se formaron. En las elecciones parlamentarias de 1996, el partido aumentó su cuota en el voto con un 5.9%, obteniendo tres escaños. Tras la rebelión de 1997, en él que la coalición de centroderecha fue derrocada por partidarios socialistas, el partido pasó a ser miembro de la oposición. En las elecciones parlamentarias de 1997, el partido se vio reducido a un solo escaño.
Previo a las elecciones parlamentarias de 2001, el partido se unió a la Coalición Unidos por la Victoria bajo el mando del Partido Democrático, el cual obtuvo 46 escaños. En las elecciones parlamentarias de 2005 el partido obtuvo el 20% de los votos en el sufragio nacional para los escaños proporcionales, posicionándolos en el primer lugar. A pesar de que solo ganaron 11 escaños proporcionales, no logró obtener una circunscripción única, por lo que el Partido Republicano pasó a ser el tercer partido más grande del Parlamento. Para las elecciones parlamentarias de 2009 el partido era parte de la Coalición "Alianza por el Cambio"'. Sin embargo, fue nuevamente reducido a un solo escaño, después de ver que solo obtuvo el 2.1% de los votos a nivel nacional. En las elecciones locales de 2011, el partido obtuvo un total de 67.039 votos en el territorio nacional, el doble de votos que había recibido tras las elecciones parlamentarias de 2009.

## Ideología
El Partido Republicano de Albania se ha adherido hacia la agenda política del Partido Republicano estadounidense y por lo tanto su ideología está estrechamente basadas en el conservadurismo, el mercado libre y otras políticas vinculadas con la derecha. A pesar de que sus políticas están relacionadas el conservadurismo nacionalista, también habían tenido rasgos menores de populismo y conservadurismo social qué casi ha desaparecido bajo el liderazgo de Fatmir Mediu, que ha visto surgir más ideas de tendencia derechista como el ya mencionado conservadurismo nacionalista, al igual que políticas de carácter europeístas, y a favor de la OTAN.
Aunque inicialmente fue fundado con un partido conservador, republicano, y por lo general anticomunista y antimonárquico, que quería acelerar las reformas para que se pudiera poner en marcha la democracia rápidamente, y como una alternativa ante el Partido Democrático ni al Partido Socialista, se ha alineado generalmente hacia este primer partido, debido a que se opuso amargamente hacia los ideales de los socialistas, a quienes ven como comunistas encubiertos bajo una izquierda más moderada.[cita requerida]
Aunque se mostraron inicialmente euroescépticos y fueron parte del grupo Alianza por la Europa de las Naciones del Parlamento Europeo, cambió su postura hacia Europa, y abandonó el grupo en 2009, después de que adoptase los actuales ideales de europeísmo y pro-OTAN.[cita requerida]

## Representación parlamentaria
| Elección | Votos                     | %                         | Escaños                   |
| -------- | ------------------------- | ------------------------- | ------------------------- |
| 1992     | 52 477                    | 2,9                       | 1/140                     |
| 1996     | 94 567                    | 5,7                       | 3/140                     |
| 1997*    | 231 670                   | 17,7                      | 1/155                     |
| 2001     | No presentaron candidatos | No presentaron candidatos | No presentaron candidatos |
| 2005*    | 113 356                   | 8,3                       | 11/140                    |
| 2009     | 31 990                    | 2,1                       | 1/140                     |
| 2013     | 52 168                    | 3,0                       | 3/140                     |
| 2017     | 3225                      | 0,2                       | 0/140                     |
| 2021     | En coalición con PD       | En coalición con PD       | 3/140                     |

* Votos obtenidos en conjunto con el partido nacionalista Frente Nacional y candidaturas independientes.
*Votos obtenidos en conjunto con más de 20 partidos políticos.